# 萬卡爾科查山
12°34′58″S 75°47′25″W / 12.58278°S 75.79028°W
萬卡爾科查山（Wankarqucha），是秘魯的山峰，位於該國中南部利馬大區，由科洛尼亞區和萬坦區負責管轄，屬於秘魯中部山脈的一部分，海拔高度5,271米。